# Composé organique semi-volatil
Un composé organique semi-volatil (COSV) est une molécule appartenant à un groupe de composés organiques volatils qui ne sont pas volatils dans les conditions normales de température et de pression, mais qui le deviennent dans certains environnements, par exemple quand ils sont exposés au soleil ou à une autre source de chaleur et/ou que le matériau qui les contient (notamment s'il s'agit d'une mousse) est compressé ou exposé à un environnement en dépression.
Le chimiste définit plus précisément les composés  organiques semi-volatils (COSV) comme les  composés organiques dont le point d'ébullition est compris entre (240 à 260 °C) et (380 à 400 °C) et selon Mercier et al. (2006), « La  pression de vapeur saturante des COS V se situe entre 10-2 et 10−8 kPa ».
Certains de ces composés organiques semi-volatils sont suspectés d'être nocifs pour la santé. Ils sont pour certains maintenant suivis par des études et enquêtes sur la qualité de l'air, et en particulier la qualité de l'air intérieur dans les logements, locaux de travail ou dans l'atmosphère confinée de véhicule.
Ces produits sont plus « lourds » que les COV ; ils peuvent être émis par divers objets synthétiques exposés au soleil ou disposés près d'un radiateur, d'une plaque de cuisson, d'un four, etc.
« Une fois émis dans l’environnement intérieur, les COSV vont s’adsorber sur les surfaces disponibles (incluant les particules en suspension et les poussières déposées) et persister plusieurs années pour la plupart » ou dans les habitacles de véhicules, et à la différence des composés organiques très volatils (COTV) ils ne peuvent alors plus disparaitre par simple aération (sauf pour ceux qui sont adsorbés sur des poussières fines encore en suspension dans l’air au moment de l’aération).

## Dans l'air intérieur

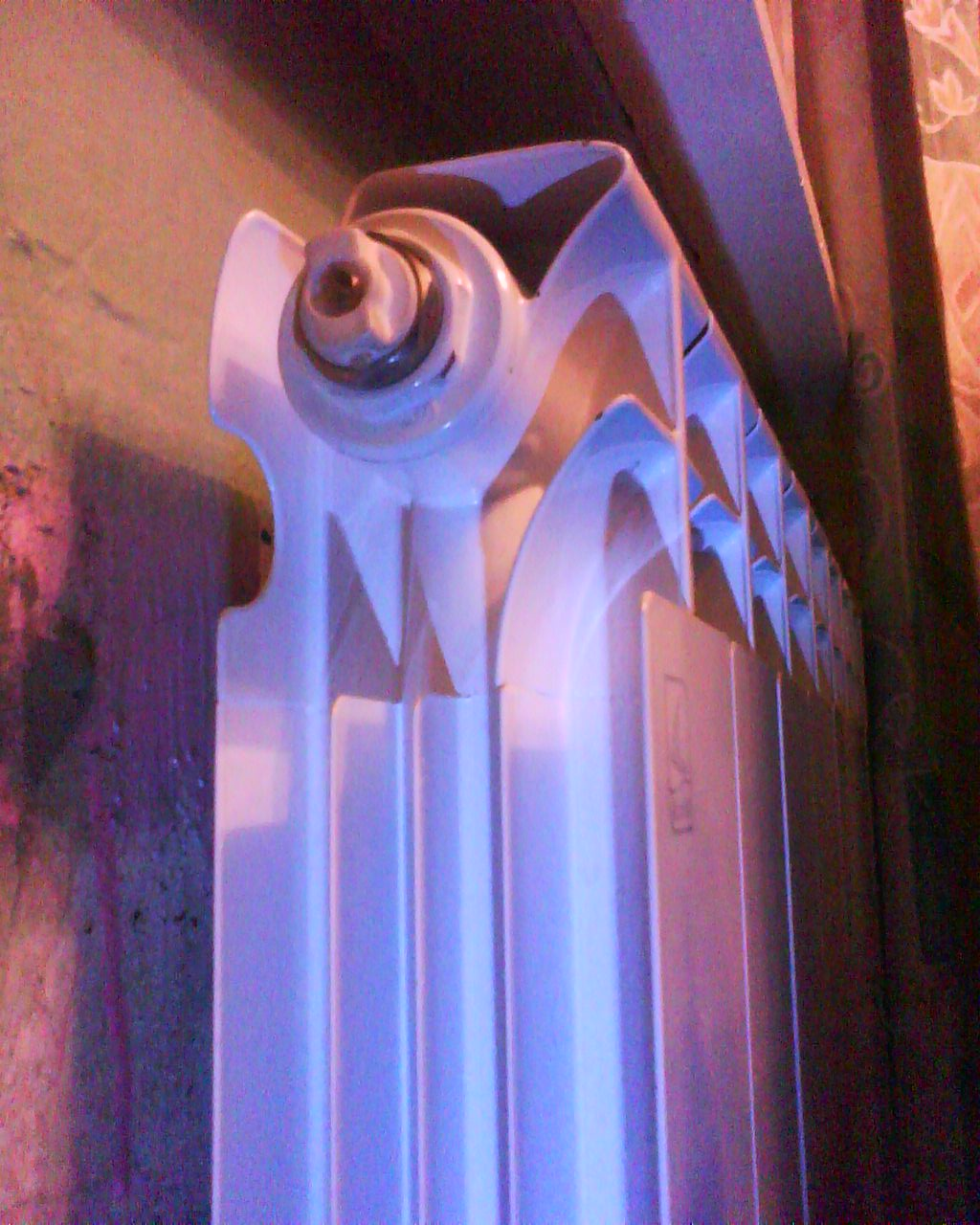
Une source de chaleur telle qu'un radiateur peut être à l'origine du passage de certains composés organiques dits semi-volatils d'une phase solide et stable en phase vapeur, par exemple à partir de matière plastique, de peinture ou d'un papier peint en contenant.

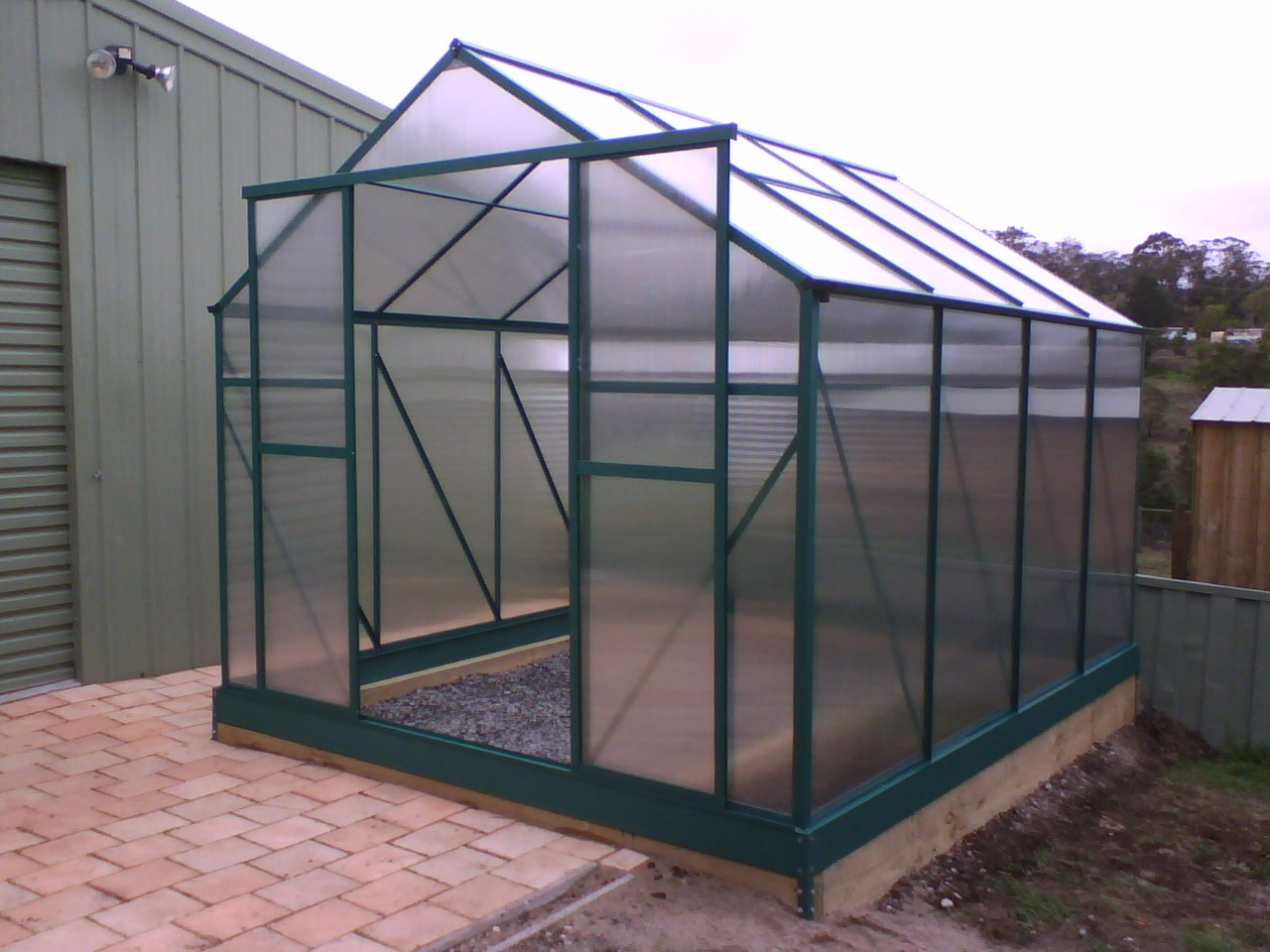
Le polycarbonate est une autre source de composés organiques semi-volatifs (bisphénol A ou BPA)

Une grande enquête a été lancée par l'Observatoire de la qualité de l'air intérieur (OQAI), publiée mi-2015, en France métropolitaine, coordonnée par le CSTB et l'EHESP, en relation avec le Programme national de recherche sur les perturbateurs endocriniens (PNRPE) et le programme de recherche Environnement-Santé-Travail lancé par l'Anses.
Les résultats de cette enquête indiquent qu'environ 50 % des logements de France sont pollués par des COSV (composés organiques semi-volatils).
Ces produits sont des émanations de détergents (et d'autres produits d'entretien), de peintures ou de revêtements de sol ou muraux, mais aussi de câbles électriques, rideaux de douche ou encore de certains vieux joints d'étanchéité. Une partie provient de la fumée de cigarette, ou de la combustion d'encens ou encore des muscs de synthèse utilisés dans les parfums de nombreux produits de soin, cosmétiques, et certains produits d'entretien. Une autre partie provient des pesticides (organochlorés, organophosphorés, pyréthrinoïdes) utilisés pour la protection des bois, ou sur les plantes, les animaux, les enfants (anti-poux), ou introduit à partir de l'air extérieur quand il est pollué par des pesticides agricoles.
Au niveau du sol des logements, les analyses de la poussière ont révélé au moins 32 composés sur 48 substances dans 67 % des logements étudiés. Et dans l'air, 35 des 66 substances recherchées qui étaient présentes dans 53 % des logements).
En plus des polluants les plus présents et fréquents (comprenant notamment des phtalates, des hydrocarbures aromatiques polycycliques (HAP) trouvés eux dans 100 % des logements, et à la fois dans l'air et dans les poussières, on trouve des COSV tels que :
- des polychlorobiphényles (PCB) aujourd'hui interdits, mais qui continuent à être relargués par exemple par des joints d'étanchéité posés dans les années 1970[7],[8] ;
- les polybromodiphényléthers (PBDE), émanant de retardateurs de flamme présents dans les textiles modernes, les mousses de rembourrage de mobiliers, des plastiques durs (tels qu'utilisés dans les postes ou écrans de télévision, les ordinateurs, etc.). Les PBDE sont moins présents toutefois que les PCB[7],[8] ;
- le tributylphosphate (TBP) trouvé dans des solvants, plastifiants, retardateurs de flamme et émis par divers types de revêtements et peintures[8] ;
- les phtalates, parmi les plus présents ;
- des alkylphénols (présents dans des tensioactifs et/ou conservateurs), émis par de nombreux détergents, produits d’entretien et cosmétiques[8] ;
- le bisphénol A (BPA) présent dans de nombreux polymères, notamment très présent dans les polycarbonates et les résines époxyde ;
- le papier thermique[8].

## Risques pour la santé
Selon l'OQAI (2015), les COSV sont « suspectés d'avoir des effets sur le système nerveux et le système immunitaire […] et peuvent aussi entraîner des effets sur le système reproducteur (baisse de la fertilité, malformation, cancer, etc.) ou l’augmentation de l’obésité, par exemple »,. 
Les bébés et jeunes enfants y sont plus exposés et vulnérables, notamment parce que portant volontiers les objets et les mains à la bouche. En plus de l'ingestion de poussières et particules contaminées, ils sont exposés aux polluants organiques par inhalation et par passage transcutané, proportionnellement, bien plus qu'un adulte normal.
Certains de ces produits sont aussi des perturbateurs endocriniens.